# Glicozidază

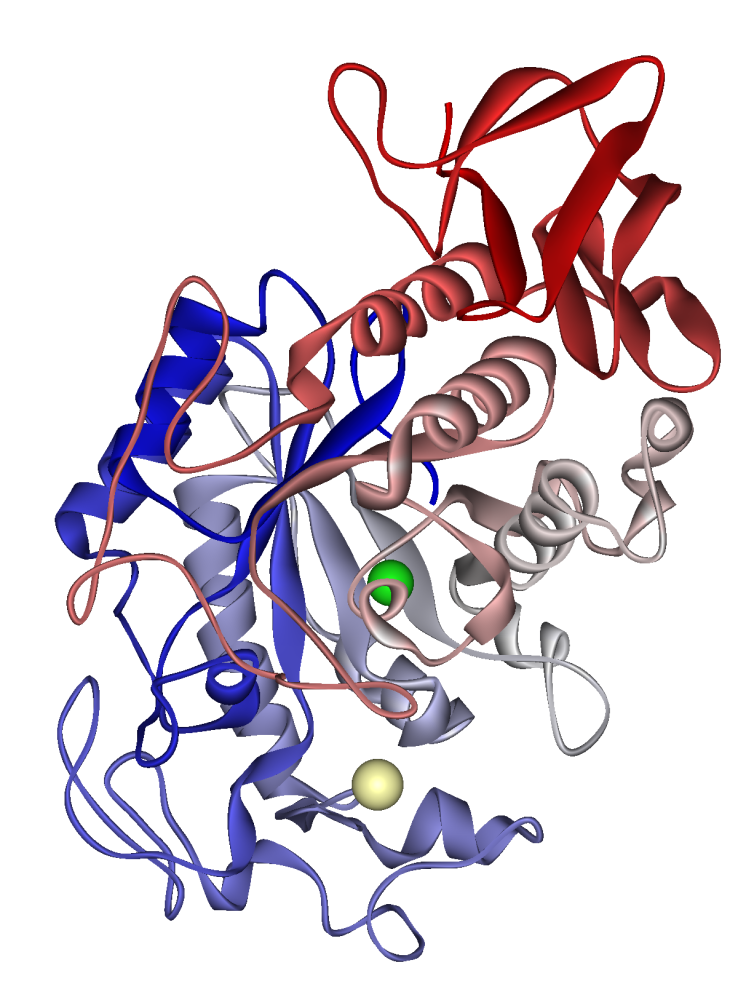
Structura unei alfa-amilaze 1HNY, care este o glicozidază

Glicozidazele (denumite și glicozid-hidrolaze sau glicozil-hidrolaze) alcătuiesc o familie de enzime care sunt implicate în catalizarea reacțiilor de hidroliză a legăturilor glicozidice din polizaharide sau glucide cu molecule complexe. Enzimele din această clasă sunt extrem de comune, având rolul de a degrada biomasa, inclusiv molecule precum celuloza (degradată de celulază), hemiceluloza și amidonul (degradată de amilază), de a conferi protecție antibacteriană (de exemplu, lizozimul), sunt implicate în mecanismele patogenetice (de exemplu, neuraminidazele virale) și intervin în funcțiile normale celulare (manozidaza).
Reacția chimică generală de clivare hidrolitică a polizaharidelor poate fi reprezentată astfel: